# 草野星華
草野 星華（くさの せいか、2004年2月12日 - ）は、日本のファッションモデル、女優。富山県出身。エイベックス・マネジメント所属を経て、フリーランスで活動。

## 略歴
2014年、富山市中心部に位置する総曲輪で毎年開催されるファッションイベント「総曲輪コレクション」に初参加する。以後も参加を続け、ニコラ専属モデル（ニコモ）就任後の2018年は、ゲストモデルとして出演し、トークショーにも登場した。
「東京ガールズオーディション（TGA）2015」でモデル部門のファイナリストとなる。入賞は果たせなかったものの、この年のTGAがきっかけとなり、avexの活動支援契約者となる
。TGA 2016で、再び、ファイナリストに選ばれる。TGAのファイナリストを決めるドラフト審査では、候補者のパフォーマンス後、関心を持った雑誌編集者などが札を挙げる流れで進行するが、ニコラ編集部は、TGA  2016の際に草野へ札を挙げた。2016年9月3日、さいたまスーパーアリーナで開催された「東京ガールズコレクション 2016 AUTUMN／WINTER」の会場でTGA 2016の最終審査が行われ、「NYLON JAPAN」賞 、「bea's up」賞 、「LOVE berry」賞を受賞する。
TGA 2016の後に、ニコラ編集部への「顔みせ」を経て、ニコモとなる。『ニコラ』2017年2月号が初登場。同誌2019年8月号で初表紙を飾る。『ニコラ』と『月刊コミックバンチ』のコラボレーションによる企画で、ニコモプロデュースの少女漫画4作品がLINEマンガで配信されたが、草野は、その中のひとつ『アオイロ・メロディ』を担当した。『ニコラ』2020年5月号でニコモを卒業する。
富山県射水市を舞台とした映画『#放生津カンタータ』に出演する。主人公「古田那古」の高校の同級生役を演じた。
2023年4月、エイベックス・マネジメントを退社し、以後はフリーランスで活動する。

## 人物
- 小学生当時、「さんさい踊り」[注 1]の保存活動に参加していた[29]。
- TGA 2015の際は、TBSテレビ『あさチャン!』の密着取材を受け、「大会史上最年少 11歳小学生モデル」である草野とその母がオーディションに挑む姿が放送された[30]。

## 出演

### 映画
- #放生津カンタータ（2020年） - 金原陽子 役[19][20][21]
- こころのふた〜雪ふるまちで〜（2024年） - 清水真衣 役[31]

### 広告
- バンタン高等学院（2019年） - イメージモデル[32]

### イベント
- TGC TOYAMA 2018 by TOKYO GIRLS COLLECTION（2018年7月21日、富山市総合体育館）[33][34]

## 書籍

### 雑誌
- nicola（2017年2月号 - 2020年5月号、新潮社） - 専属モデル[14][18]